# 토칸칭스주
토칸칭스주(브라질 포르투갈어: Estado do Tocantins)는 브라질 북부 지방에 위치하였으며 고이아스주, 마라냥주, 마투그로수주, 바이아주, 파라 주, 피아우이주와 이웃하고 있다.

수도 파우마스는 1989년에 건설이 시작되었다. 아라과나를 제외하면 주에서 인구가 많은 도시는 거의 없다. 정부는 주로 농업 지역을 개발하기 위해 새로운 자본, 주요 수력 발전 댐, 철도 및 관련 기반 시설에 투자했다. 브라질 전체 인구의 0.75%를 차지하며 브라질 국내총생산(GDP)의 0.5%를 차지한다.
토칸칭스는 주로 파우마스에 거주하는 수십만 명의 새로운 주민들을 끌어들였다. 그것은 수력 자원을 기반으로 하고 있다. 아라과이아 강과 토칸틴스 강은 브라질 영토 내에 있는 가장 큰 분수령을 배수한다. 리오 토칸틴스는 수력 발전을 위해 댐을 건설했고, 휴양지가 된 큰 저수지를 만들었다. 토칸틴스는 중앙 지역에 있기 때문에 아마존 분지의 특징을 가지고 있으며, 세라도라고 알려진 반개활 목초지도 있다. 바나날 섬()은 미국 남서부에 위치한 섬으로, 세계에서 두 번째로 큰 섬이다. 토칸틴스에는 아라과이아 국립공원, 카라하스 인디언 보호구역, 팔마스에서 약 250km 떨어진 할라팡 주립공원이 있다. 그곳에서 강은 건조한 풍경에 오아시스를 만들어 많은 생태 관광객들을 이 지역으로 끌어들인다.

## 역사
1988년 고이아스주에서 분리되어 신설된 주이다.

## 주요 도시
- 파우마스
- 토칸치노폴리스
- 아라구아이나
- 구루피

## 인구
| 연도    | 인구      | ±%     |
| ------- | --------- | ------ |
| 1940    | 165,188   | —      |
| 1950    | 204,041   | +23.5% |
| 1960    | 328,486   | +61.0% |
| 1970    | 537,563   | +63.6% |
| 1980    | 738,688   | +37.4% |
| 1991    | 920,116   | +24.6% |
| 2000    | 1,157,690 | +25.8% |
| 2010    | 1,383,445 | +19.5% |
| 2022    | 1,511,460 | +9.3%  |
| Source: |           |        |